# Nephodia xanthostigma
Nephodia xanthostigma är en fjärilsart som beskrevs av Louis Beethoven Prout 1910. Nephodia xanthostigma ingår i släktet Nephodia och familjen mätare. Inga underarter finns listade i Catalogue of Life.